# COPPELION
『COPPELION』（コッペリオン）は、井上智徳による日本の漫画。『週刊ヤングマガジン』（講談社）にて2008年28号から2012年23号（5月7日発売）まで連載の後、『月刊ヤングマガジン』（同社）へ移籍して同年6月号（5月9日発売）から2016年3月号まで連載。

## 概要
遺伝子改造により誕生した「コッペリオン」と呼ばれる特殊能力者たちの活躍を描いた、近未来アクション漫画。残留放射能に満ちた無人の廃墟となり、緑に満ちた野生の王国もしくは異界と化した東京都内が主な舞台となっている。また、コミカル描写も見られ、政治や外交に対する風刺描写が盛り込まれている。
2010年9月頃にアニメ化が決定したが、テレビ放送へ至るまでに3年もかかるなど経緯は複雑なものとなっている。詳細は#テレビアニメを参照。

## ストーリー
西暦2036年、「コッペリオン」と呼ばれる遺伝子操作により生まれた3人の女子高生が無人の東京を歩いていた。3人は、お台場の原子力発電所で発生したメルトダウンにより死の街と化した東京から生存者を救出するために陸上自衛隊が派遣した、特殊部隊の一員だった。

### 第1部
放射能汚染により放棄された無人の首都・東京に、わずかながら生存者がいた。自衛隊特別工科学校の教頭である三島鬼兵の指令を受けた保健係の3人のコッペリオン、成瀬荊、野村タエ子、深作葵は、生存者たちを救うべく東京に潜入し、捜索活動を行うこととなる。
なぜ原発が東京に建設されたのか？ それはこれまで原発は地方に押しつけてきたが、エネルギーは自らの手でという世論から推進派と反対派が衝突する中、ついに推進派が勝利した結果であった。
その頃、東京では生存者たちに物資を送る謎の組織があり、そのおかげで生存者は生き続けられていた。その送り主は、三ツ星重工の職員かつ原発の主任設計士の司馬博士であった。
博士と出会った荊たちは、突如東京上空に現れたB－2ステルス爆撃機を追って空自の府中基地へ向かう。爆撃機に荊は９１式個人携帯型対空誘導弾を命中させて多摩川競艇場に墜落させるが、そこは爆撃機によって密かに使用済みの高レベル放射性廃棄物が遺棄されていた高濃度危険区域であった。
高レベル放射性廃棄物の遺棄を行っていたのは、「イエローケーキ」という使用済み核燃料を扱う民間のバックエンド企業だった。放射能で汚染された東京ならばいくら汚染されても問題ないだろうと、海外から使用済み核燃料をかき集めて競艇場に遺棄したのである。ステルス機の乗員たちは超高濃度の放射線で死亡し、一人死のうとしていた司馬博士は荊に助けられ、自衛隊のヘリに救助されて東京を去って行った。

### 第2部
競艇場の高レベル放射性廃棄物はシェルターに封印することになったが、シェルターを運んできたヘリは何者かに撃墜され、中身の放射性廃棄物ごと盗まれてしまう。さらに町中には戦車などを持つ軍隊が現れ、荊たちと戦闘状態に陥る。正体不明の軍隊はかつて救助のために東京に進駐した自衛隊の第1師団であったが、今や亡霊のように東京を彷徨い続けていた。第1師団には原発事故のことを知らされず都民救出に駆り出された経緯があり、国は彼らを見捨てて東京を封鎖したため、師団の隊員たちは国を恨んでいた。
この戦いの最中に荊たちは民間人の梶井息吹たちを救出し、彼らの住まいである三鷹市の「プラネット」へ招かれる。一方、第1師団と戦いに備え、三島教頭の依頼で特別工科学校よりコッペリオン掃除係の黒澤遥人が荊たちの下へ派遣されることになる。第1師団には深作葵が捕まってしまっており、コッペリオンと第1師団との戦闘が開始される。成瀬は負傷するも窮地を脱し、葵も救出され、敵師団長を捕虜とする。連れ帰った師団長への尋問から、第1師団の目的は「廃棄物をお台場の原発に集め、世界を死の灰で覆い尽くす」ことにあると判明する。それゆえ、原発を破壊するために高濃度危険区域に進入できるコッペリオンを捕らえようとしていたのだ。
その後、渋谷へ向かう成瀬らの前に掃除係のメンバーであった小津姉妹の小津歌音と小津詩音が現れる。小津姉妹は恐るべき破壊力を有し、しかも殺人犯の遺伝子を受け継いでいた。コッペリオンでありながら小津姉妹は第1師団側に付き、荊や遥人を襲撃する。
コッペリオン同士の凄戦が繰り広げられるが、荊たちは辛くも小津姉妹を退ける。その頃、高濃度放射性の“死の風”が「プラネット」に迫っていた。三鷹周辺は、敵の放射性物質の投棄による汚染地域の出現・封鎖によって動けない。そこで、「プラネット」の人々は武蔵野電鉄を使って新宿へ脱出する計画を練る。
そんな折、井の頭公園で荊たちと小津姉妹との戦いが始まる。さらに第1師団はクモ型ロボットを操り、小津姉妹に加勢する。絶体絶命の状況の中、小津歌音の電撃を受けた葵は、突如としてその秘めたる能力を開放させる。葵の驚異的なサイコキネシス能力により、荊たちは危機を脱するのであった。
苦労の末、東小金井駅を電車が発進するが、遥人と改心した師団長が犠牲になってしまう。三鷹駅で電車を待つ荊たちを小津姉妹が襲撃する中、第1師団の残兵をも電車に乗せて脱出は決行される、小津歌音がクモ型ロボットを操り猛追するも、最終的に小津姉妹は敗北し、荊たちと和解が成立。ついに列車は無事新宿駅に到着する。

### 第3部
荊たちは引き続き捜索活動を続けるが、そこにコッペリオンの探検係の一員で、二年生の円谷真奈が姿を現す。彼女は体内で核分裂を行い、桁外れの超能力を発揮し荊たちを攻撃する。実は小津姉妹の任務はコッペリオンの失敗作を処分することであり、真奈もその対象であった。その後、二年生のコッペリオンは特有の血液型を有し、全員が欠陥品である事実が明かされる。
荊たちは生存者を求めて新都銀行地下に潜入するが、そこで巨大な実験動物キメラの襲撃を受け逃亡する。そこへ真奈が現れると深作葵がこれに共鳴し、荊ともども都庁ビルに連れ去られてしまう。そして、ここで探検係の二年生、市川迷砂が登場する。真奈は迷砂に「この人（荊）を失うとダークマターが安定を失う」と呟く。
更に人形の姿を借りたDr.コッペリウスが現れ、コッペリオンの開発者が自分であることが語られる。覚醒した葵は真奈を吹き飛ばしビルを脱出するが、迷砂がこれを追い素粒子分解・結合能力を披露する。その時、セミ型のVTOL機が出現し、荊たちは救出される。
一行は渋谷の地下へ進む。そこは元は政府専用のシェルターで樹木や川の流れる環境が整備されていた。今は大正ロマン風の建物が並んでおり、生存者の避難民が生活している。一方、三島教頭は、Dr.コッペリウスを調査していることが発覚し、逮捕されてしまう。そして官房長官の鴎外正宗から、荊にDr.コッペリウスを捕えるよう命令が告げられた。
調査の結果、Dr.コッペリウスは名古屋の科学研究所にいることが判明したものの、VTOL機に乗り込み東京へと逃れてしまう。葵は迷砂に捕らわれてしまったため、荊たちが奪還作戦を開始、六本木ヒルズに突入する。そこで、黒澤遥人の正体がDr.コッペリウスのクローン人間であることが判明する。荊は屋上から落下してしまうが、セミ型のVTOL機に救われる。そのパイロットは死んだと思われていた黒澤遥人であった。彼は極めて高い再生能力を有し、元の姿で復活したのである。しかし葵はDrコッペリウスに拐われてしまう。
小津姉妹に捕らわれプラズマ装置に閉じ込められた真奈は「もうすぐ核戦争が始まります。それは今日」と告げる。一方、遥人たちは葵を救出するべく探索を行い、アジトの東京大学に潜入する。しかし葵は別の人格「守護天使イザナミ」として覚醒してしまう。そのイザナミをDr.コッペリウスは薬で操るのであった。そこへイエローケーキ社所有の恐竜型ロボット「フォッシロイド」が襲来し、イザナミや遥人たちに襲いかかる。また、京都では国際会議が開催されており、Dr.コッペリウスによってコッペリオンの存在が明らかになってしまう。Dr.コッペリウスと鴎外は互いに対決姿勢を顕にする。
イザナミ状態だった葵は元の彼女に復帰し、フォッシロイドを粉砕する。そこへ真奈が現れ、葵を巡って迷砂と戦いを繰り広げ迷砂は逃亡する。そんな折、東京上空に鴎外が搭乗する飛行船が出現し、葵の連行を求める。鴎外は新興国には原発を売り込み、先進国にはコッペリオンを売り込むことを画策していた。渋谷の地下シェルターへ戻った荊たちは今度はシェルターの放射能漏れ修復に乗り出さなくてはならなくなる。Dr.コッペリウスはシェルターに葵たちが潜伏していることを知り潜入するが捕らわれてしまう。
小津詩音は政府の三教授に捕らわれてしまう。詩音救助のため、遥人は三教授の葵引き渡しの要求を受諾する。真奈は今や荊たちの側に付き、葵の超能力発現のためのトレーニングを急遽実行。こうして葵は三教授の飛行船内に乗り込んでいく。葵は大暴れし、詩音を救出するが、二人して船外から落下してしまう。そこへ真奈が現れ、無事救出される。政府は無人戦闘機を東京に送り込み、先進各国もコッペリオンの完成体である葵獲得のため、続々とフォッシロイドを投入してきていた。そして三島教頭はシェルター住民救出のため、密かに潜水艦の派遣さらにクーデター起こすことを決断する。
シェルター住民たちは、フォッシロイドに対抗して原発封印作業用の人型ロボット「エドン零式」を組み立てる。真奈は一旦迷砂のもとに戻るが、彼女はもはやDr.コッペリウスの操り人形と化していた。そしてエドン零式の起動と住民の脱出が開始される。だが、発電所で火災が発生し、遥人が修復に赴き発電機能は回復するが、高熱で体が燃え荊たちと連絡が取れなくなってしまう。

### 第4部
三島教頭が主導するクーデターは直前で鴎外官房長官に発覚してしまうが、なんとか潜水艦の奪取に成功し、更にその場に居合わせた総理大臣の夏目八郎を乗せ、無事出航する。その頃、遊撃隊として活動する葵は襲来した無人戦闘機と戦いを繰り広げる。そんな中、お台場原発が地震の影響で再臨界が起きてしまったことが判明する。
各国のフォッシロイドが荊たちの下へ襲来するが、エドン零式の活躍により二体が撃退される。荊とシェルター住民は潜水艦が待つ羽田へ向けてバスを疾走させるものの、途中何者かが仕掛けたトラップによりパンクさせられてしまう。
犯人は、「忘れもの係」と名乗る伊丹刹那、溝口刀馬、溝口涼牙、山田姫愛、イングマールの5人のコッペリオンだった。荊たちは見覚えがない彼女たちの襲撃を受け、生存者を連れ去られてしまう。イエローケーキおよび三教授の配下にある彼女たちの目的は、葵の捕獲だった。
荊は刹那に捕捉されてしまうが、無線機で鴎外にお台場原発の再臨界を止めるため停戦することを提案し受け入れられる。しかし、三教授はこれを聞き入れず鴎外との間に亀裂が生じてしまう。
そこへ突如現れたDr.コッペリウスや迷砂に荊は救われる。
荊たちはフォッシロイドの攻撃で分断されていた小津姉妹と合流するも、再び忘れもの係が襲来する。そして荊は戦いで重傷を負い葵は連れ去られてしまう。その頃、渋谷シェルターの発電所では倒れた遥人が復活を果たしていた。
重傷を負った荊だが、Dr.コッペリウスの治療と復活した遥人の輸血で一命をとりとめる。その頃、羽田に向かう三島達は、黒い翼の追撃を振り切るため、ミサイルでの破壊を狙う。武者小路が衛星をハッキングし、黒い翼を一時的に動きを止め、破壊に成功するが、それは東京を飛んでいる黒い翼にも影響し、各機を排除しようとしていた忘れもの係によって全機破壊される。
その後、忘れもの係はDr.コッペリウスを誘拐し、三教授と葵の取引のため、東京にやって来た三教授に面会する。しかし、Dr.コッペリウスの手で爆弾機能の脅威が去った忘れもの係は三教授を裏切り、彼らを殺害する。そして、Dr.コッペリウスは政府からの攻撃がなくなったのを機に、各国とのコッペリオンの取引を再び行い、条件として、カザフへの核攻撃を要求する。
自由になった忘れもの係は、Dr.コッペリウスと行動を共にする。荊サイドでは、生存者を連れ三島の潜水艦と合流するためのタイムリミットが迫っており、Dr.コッペリウスをこちら側に寝返らせ、作戦を完遂するために、小津姉妹と共に忘れもの係と最後の決戦を挑む。生存者救助のため、東京の海ほたるへ近づく潜水艦「幻龍」。それを目指す荊や小津姉妹、遥人らは戦闘の末に忘れもの係を撃退し、ついにDr.コッペリウスをこちら側へと引き込むことに成功。さらに真奈と迷砂も味方となる。
だが、海ほたるへのアクアライン直前になってフォッシロイドを連れたイエローケーキの傭兵部隊に突如襲撃される。彼らは「死神」と呼ばれる謎の指揮官から命令を受けていたのだった。時を同じくして京都の各国会議も紛糾しており、各々の思惑が絡み合い、収拾がつかなくなっていた。
イエローケーキの狙いは潜水艦のミサイルを奪取して石棺を破壊することであった。荊はアクアラインを進みながら疲れや絶望から意気消沈する生存者達を励ましていた。遥人は傭兵部隊を相手しつつ、武者小路や迷砂の手を借りて死神の正体を割り出し、鴎外官房長官へ会議をまとめるために政治の力を使うことを提案する。
そして鴎外は「放射性廃棄物輸出禁止条約」を提案。各国はこれを「京都条約」として締結し、全世界へ向けて発信された。これにより原子力事業で莫大な利益を得ていた民間企業は衰退することとなる。そしてイエローケーキも終わりを迎え、小津姉妹や遥人は彼らを拘束、戦闘は終結する。
たどり着いた「幻龍」に全ての生存者達を乗せ、救助を完了した荊達。しかし、忘れもの係はいまだ健在であり、Dr.コッペリウスは生存者の中でただ一人姿を消す。そしてお台場原発の再臨界が起きようとしていた。荊、タエ子、葵、小津姉妹、遥人、真奈、迷砂の8人のコッペリオンは、Dr.コッペリウスの救助と再臨界を防ぐ最後の任務のため、石棺に向かう。

## 登場人物
コッペリオンたちは映画監督に由来した名前、一般人は文豪に由来した名前が多い。

### 保健係
成瀬 荊（なるせ いばら）
声 - 戸松遥
本作の主人公。陸上自衛隊第三師団特別工科学校特殊部隊所属のコッペリオン保健係のリーダー。高校3年生で校内の学級委員長も務める。訛った関西弁で男言葉を話す。黒髪のセミロングの少女。赤十字が描かれたルガーP08を使用する。製造コードはC-2。
遺伝子操作により驚異的な運動能力を持ち、極めて戦闘能力が高い。射撃のスペシャリストであり、愛用の銃を様々な用途で使っている。正義感が非常に強く、強い信念のもとに死都・東京に詮索活動を行っている。普段は強気で行動的だが、それを崩されるととても脆い。また、後先を考えない行動が危機を度々招くことも多い。しかし、その迷いの無さやまっすぐさによって他のコッペリオンや生存者といった多くの人々が心を動かされている。
第3部では、鴎外官房長官から保健係解散を宣言された後、Drコッペリウス捕獲を任務とする調査係に任命され、最初はかなりショックを受けたが、シェルターにいる人々を助けるために、今自分にできる事を精一杯するのであった。
野村 タエ子（のむら タエこ）
声 - 明坂聡美
コッペリオン保健係の実質的2番手。高校1年生。常に口調が丁寧。地味な顔立ちだが、保健係の中では一番スタイルがいい。学校時代とは髪型が違う。
豊富な知識を持つ他、動物とすぐに仲良くなれる能力を持つ。遺伝子操作により視力は常人の10倍もあるが、普段は眼鏡をかけることによって逆に視力を落としている（落とさなければ見えすぎて頭痛になる）。そういった知識や視力を活かした長距離狙撃や外科手術が得意。
第3部では謎の無免許医アシモフに心惹かれるようになり、看護師として彼の医療活動を手伝っていたが、それゆえ彼がイエローケーキの手先であることを最初に知ってしまう。
深作 葵（ふかさく あおい）
声 - 花澤香菜
コッペリオン保健係のムードメーカー。高校1年生。ショートヘアの童顔で自称「美少女」と言い張っている。製造コードはC-21。
食いしん坊でよくグチをこぼしている。その食欲は、1個のおにぎりのために小津姉妹の無茶な要求を呑もうとするほど。性格は明るく、沈みがちな空気でも和ませる。成瀬荊を尊敬しているが、その反面、気弱で役に立てない自分にコンプレックスを抱いている。学生時代から、小津歌音と小津詩音に陰惨ないじめを受け続けた過去を持つ（その2人を見ただけでも気絶してしまうほど深いトラウマを負っている）。
能力の詳細は不明であるが、空中に浮かぶ（自分だけでなく他人を浮かばせることも可能）、小津歌音の電撃を吸収する、吸収した電撃を放出する、強化ガラスを割るほどの怪力を出す、第一師団の兵器「鉄グモ」の爆炎砲を未知の力で遮断するなど、多彩な能力を発揮している。しかし、本人は能力発動時の記憶を無くしている。
守護天使イザナミ
葵の別人格。由来は作中の昔のテレビアニメヒロイン。
気弱で現実からアニメやファンタジーへ逃避する傾向があった葵を防衛するために「アニメの世界から」発現した別人格で、Dr.コッペリウスの生体実験の副作用によって明確に発現・定着した。
性格はきわめて攻撃的だがその対象は「我が一族に仇なすもの」、すなわち味方である。しかし葵を救出に来たはずの小津姉妹を能力全開で容赦なく攻撃する。攻撃時には密教の九字護身法の呪文を唱える。

### 掃除係
黒澤 遥人（くろさわ はると）
声 - 鈴村健一
コッペリオン掃除係のリーダー。高校3年生。髪や瞳の色素が薄く、ハーフめいた容貌。女性のみの編成の保健係に対し、掃除係唯一の男子。
常に冷静で洞察力も鋭く、他のコッペリオンに比べ、人間に対し不信感を持っている。しかし本気で人間を救おうとする荊達を見て、歌音に「コッペリオンの心を失った」と称されるほどに変わり始めている（都心の原発開発とその後の事故による根本的な矛盾に気づいた影響も大きい）。成瀬とは幼馴染といっても良い関係であり、大阪の自衛隊学校時代から互いに好意を抱いている。それゆえ、成瀬の窮地に際しては普段の冷静さを放棄した非合理的な行動をすることがしばしばある。
単行本第7巻で第一師団の発砲から梶井五次郎を庇った際の負傷が元で、武蔵野電鉄作戦の成功を見届けることなく死亡したはずだったが、特殊能力の超再生によって蘇生する。Dr.コッペリウスの暗躍を単独で追跡し、六本木ヒルズの戦いで合流して行動を共にするようになるが、シェルター109最大の危機に際して再び生死不明になった。
重火器や装甲車の扱いに優れ、戦闘能力は非常に高い。特技は爆弾作りで、爆弾をよくいじっている。殺人には躊躇しない。葵からは「いつも理科室で変な実験ばかりしている怖い先輩」だと思われていた。三島教頭との会話からコッペリオンの寿命が短命であることも察していた。
第3部においてエーテルを製造したのが彼であること、自衛隊基地に自身の研究室を持っていたこと、さらにはDr.コッペリウスのクローンであることが判明。製造コードはC-1であり、最初に作られたコッペリオンである。
小津姉妹（おづしまい）
3年生のコッペリオン掃除係。2人とも小津句音（後述）のクローン、すなわち本来は同一人物だが、「黙っていれば美人だが、その言動や表情は粗暴で凶悪そのもの」、「もはや人間とはいえないほど改造強化されている」という点以外、あまり似ていない。
小津 歌音（おづ かのん）
声 - 堀江由衣
「姉」。茶髪と黒いコートなど派手な服装が特徴（下着も上下とも豹柄）。一人称は「オレ」。趣味は弱い者いじめ。製造コードはC-3。
自分達コッペリオンが使い捨ての人形であることを知ってから、人間に対して復讐することを誓う。横暴で自己中心的な性格で言葉も悪いのだが、「妹」詩音にだけは心優しい。詩音とは違って比較的冷静で分析も優秀だが、抱え込んでいるトラウマも詩音以上である。
電気ウナギの遺伝子を組み込まれたため、大型機械を作動させるほど強力な電撃を発することができる。また、「獲物」の体内イオンを遠距離探知することもでき、残忍かつ執拗に容赦なく追い込みをかける。全身の神経が常に感電しているために無痛症であり、毎朝リストカットをして痛みで生の実感を得ていた詩音を内心羨ましく思っていた。
第3部からは優秀な頭脳を活用して敵陣に切り込む役割を持っている。
小津 詩音（おづ しおん）
声 - 坂本真綾
「妹」。姉とは違い、黒髪ストレートに半袖の制服。一人称は「ボク」。製造コードはC-4。
過去に実験として酷い虐待を受けており、それが精神的に深いトラウマとして残っている。リストカットの常習犯で、非常に凶暴かつ攻撃的だが、「姉」歌音だけは心から慕っている。実は葵同様、食い意地が張っている。
遺伝子操作により強化された骨肉組織と怪力が自慢。至近距離からの砲撃を受けても負傷せず、拳の一振りでコンクリートを砕く。その一方で頭脳が五歳児程度までしか発達せず、そのコンプレックスが過去のトラウマと合わさって賢くなりたいと密かに願っている。
第3部からは姉妹ともども上記の残虐性はあまり描写されず、陽気な暴力キャラとして描かれ、ギャグ・コメディ色が強くなっている。

### 探検係とその関係者
円谷 真奈（つぶらや まな）
「失敗作」として「廃棄処分」されたはずのコッペリオン2年生の生き残り。
放射能に耐えるどころか、防護服が通用しないほど強力な中性子を放ち、空中浮遊・念動力・ビルをも砕く高温プラズマ攻撃・ミサイルをも弾くバリアなど、葵と同種の超能力の持ち主で、しかも自らの意思で自在に能力が使える。異様に無口だが心優しい性格で、花や蝶を愛でるのが好き。だが、その花や蝶が己の中性子に耐えられずに絶命していく様子を見て涙していた。迷砂と行動し、Drコッペリウスに付き従っていたが、成瀬達が政府から離反したのを機に彼女達と行動を共にするようになり、葵へ能力制御のための特訓指導を行った。
葵の能力に対して再三「暗黒物質（ダークマター）」という言葉を発しており、「同族」ゆえに何かを知っている模様。
市川 迷砂（いちかわ めいさ）
廃墟の東京都庁で真奈を裏から操っていた2年生。
核力を操ることで自らの身体を変幻自在の流砂状に「素粒子分解（ブレイク）・再構成（リロード）」する能力を持ち、一切の物理攻撃を受けつけず、それを回避困難な攻撃に利用することも可能。しかし、衣服を再構成することはできないため、能力発動時は常に全裸になる。また、真奈と同様に強烈な中性子を常に放っている。なお、左目の瞳には放射能マークが描かれており、ここが能力を使う際の核になっている。
一人称は「あっし」で、常にやる気の無さそうな口調であり、ネットゲーム廃人かつ身なりも乱れたままという、いわば汚ギャル。真奈とは学校からの友達で常に行動を共にしていたが、真奈が荊や葵の側に付いた時に対決して敗北し、真奈が手を差し出すも自分が生存者を中性子線の直撃により殺してしまったことを理由に拒絶する。その後、Dr.コッペリウスにより依存するようになり、真奈の声も届かなくなってしまった。しかしそのDr.コッペリウスが自分を差し置いて敵だったはずの忘れ物係の刹那と行動を共にするようになってから不信と嫉妬心を抱くようになり、最終的にDr.コッペリウスの野望を阻止するという方向に動いてしまう。
Dr.コッペリウス
真奈を裏から操っていた迷砂を裏から操っていた自称「天才科学者」。本名は「伊丹又三郎（いたみまたさぶろう）」。名の由来は「動く人形」コッペリアの製作者でもある人形職人・コッペリウスから。
胎児になる前の人の胚を欲し、1995年（27歳時）に金で雇った女（伊丹刹那の生みの親）と親権を巡り裁判沙汰になっている。その名の通りコッペリオン計画の「産みの親」であったが、その研究があまりにも人倫を逸脱していると評されたために鴎外の手で計画から外され、行方不明となる。その後、自分の存在を世界に知らしめる計画を立て、迷砂たちを「体の不具合（バグ）を直してやる」と抱き込み、彼の理想の「成功例」である葵を狙わせ、そして葵の中のイザナミをも味方につける。そして後に葵のDNAデータを抽出し、それを各国に渡してカザフスタンへの核攻撃を行わせようと企む。完成したDNAデータを衛星の秘密のサーバーに送ったが、そのサーバーを迷砂に乗っ取られてしまい、彼女に説得したが聞き入れてもらえず計画はすべて台無しとなる。
キメラ
2年生とともに開発され、そして2年生とともに「廃棄処分」された実験動物で、これも放射線耐性を持つコッペリオンの一種である。そのせいか「仲間」の2年生に深く懐いている。
それぞれ二股に分かれた2本の触手を持つ超巨大なミジンコの姿をしているが、体内の内臓や背骨は人間を連想させる。巨体・怪力・そして飛行能力と再生能力を持つ怪獣で、真奈とともに荊たちを追い詰める。特殊相対性理論の論文を読んだり、落ち込む迷砂に花を贈ったりと人間並みの知能や感情を備えている。

### 忘れもの係
伊丹 刹那（いたみ せつな）
コッペリオン忘れもの係のリーダー。三つ編みにした銀髪が特徴の少女。歌音の談では掃除係が東京で最初に見つけたコッペリオンの遺体が持っていた学生証の人物と同じ顔とのこと。Dr.コッペリウスによれば人工授精で生まれた彼の娘のクローンであるとのこと。空間の置換が特殊能力。それを利用した瞬間移動で銃弾をなんなく躱し、自分の体の空間をフォッシロイド内部と置換して活動不能にするなど驚異的な能力の持ち主。その正体は、オリジナルの伊丹刹那の核細胞から大量に生産された模造品の最後の生き残りで、最初に複製されたクローン第1号。完全な伊丹刹那を甦らせることを目的としている。
当初は三教授の指揮で動いていたが、頭の爆弾をDr.コッペリウスにより解除された後は、三教授を裏切りそのままDr.コッペリウスに寝返るのであった。Dr.コッペリウスを許したわけではないが、なぜか彼を守る行動を取る。そしてイザナミの攻撃をくらい生死不明となる。
溝口 刀馬（みぞぐち とうま）
忘れもの係の一員。涼牙の兄。眼鏡を掛けている。刹那のことは「上官殿」と呼ぶ。炎を発生させるパイロキネシスの能力者。晶子を「豚」と呼んだり、龍之介をためらいなく殺そうとするなど、非常に好戦的で冷酷な性格。
溝口 涼牙（みぞぐち りょうが）
忘れもの係の一員。刀馬の弟。髪型はオールバック。氷を発生させる能力者。戦闘ではスナイパーライフルを扱っている。
山田 姫愛（やまだ きあら）
忘れもの係の一員。13歳の女子中学生。角つきのフードを被った小柄な少女で、イングマールを手なずけている。
イングマール
忘れもの係の一員。学生服を着た大男。頭部にヘルメットを被っている。刀馬からは「熊男」と呼ばれ、文字通り熊のような剛腕を振るって戦う。言葉は話せないらしく「オウ」としか発音しない。

### 救出班・政府関係者
三島 鬼兵（みしま おにへい）
声 - 小山力也
コッペリオンを育成していた第三師団特別工科学校の教頭兼特殊部隊の指揮官。階級は一等陸佐。保健係と連携しながら東京都内の生存者救助に心血を注いでおり、東京に救助ヘリを送る際は常に自らも防護服を装備して現地に赴いている。第2部では夏目により半ば強引に京都会議の警備を命じられていたが、武蔵野電鉄作戦での窮地を知り、独断で東京へ救助ヘリを派遣しようとする活躍を見せた。第4部では、カザフ戦争の派遣部隊総司令官に任命されるも、東京からの救助要請を無視できず夏目を人質に潜水艦を強奪するなどクーデターまがいの行動も起こした。
厳しさの中に優しさのある人物であり、誰よりコッペリオンのメンバーの安否を気遣っている。お台場の原発事故によって妻と幼かった娘を亡くしている。
井伏（いぶせ）
声 - 佐藤友啓
大阪の特別工科学校の教師。階級は二等陸尉。三島教頭の部下で軽口が多いが、いざという時には行動的。自称「京都の頼れるアニキ」。第4部では東京の生存者を救出すべく、カザフ戦争に出撃する予定であった海上自衛隊の潜水艦「幻龍」を部下とともに強奪するという大胆な行動に出た。
武者小路（むしゃのこうじ）
声 - 茶風林
名古屋の第三師団科学研究所の所長を務めるエンジニア。食欲旺盛で、三島教頭の無茶な要求を食の誘惑に駆られて呑むことも多い。普段は臆病で神経質だが、ひとたび本気になるとどこまでも暴走する性格で、第3部ではその勢いでコッペリオン計画の極秘アーカイブに不法アクセスし、黒澤遥人とDr.コッペリウスの関係を看破する活躍を見せ、第4部では防衛省の警備システムをハッキングし、三島らの潜水艦強奪と不本意ながら夏目の誘拐を幇助した。
迷砂がプレイしていたネットゲームのアカウントを頼りにDr.コッペリウスの居場所を特定するなどシギントに強い科学者であることが窺える。
江戸川（えどがわ）
声 - 宮澤正
名古屋生存者病院の医師。成瀬達の救助した被災者達の治療や世話を担当しており、三島教頭の患者への尋問に立ちあうことなどから、それなりに責任のある高い地位にあることがうかがえる。
目立たないが第1部から登場し続けており、第3部では看護師に復帰したあやめ婆さんにコキ使われていた。
夏目 八郎（なつめ はちろう）
声 - 宮澤正
日本の内閣総理大臣。20年前の東京原発事故時は防衛大臣を担っていた。政権の支持率や国の体面を第一とし、反原子力政策で政権を維持してきたが、コッペリオンの活動や放射能に対しては無知に等しい。国際会議を国家博覧会とみなして軍事力を誇示するため過剰な警備を自衛隊に要求したり、北海道や四国を潰して風力発電施設にすればよいと発言したりするなど短絡的な思考が目立つ。過去の原発事故で、盟友の国木田率いる第一師団を見捨てたことが内心負い目になっている。京都会議地球環境サミットの議長を務め、原子力の廃止とクリーンエネルギー推進を訴えようとするが、各国首脳が安価な原子力発電に関心を持っていたために夏目の声は届かなかった。さらに、アメリカによる強引なカザフスタン侵攻の協力要請を拒否できず、集団的自衛権を容認して、自衛隊の派遣を決定した結果、アメリカを除く京都会議参加国を敵に回した。
第4部では国木田の幻影に脅えてカザフ戦争出陣式の演説から逃げ回ったあげく、なりゆきから三島教頭らの「人質」になってしまう。
鴎外 正宗（おうがい まさむね）
声 - 小形満
日本の内閣官房長官。いつも嫌味な言い回しだが、非常に頭の切れる人物。Dr.コッペリウスとは旧知の中で、因縁の相手でもある。常に警視庁機動隊員を警護につけている。
イエローケーキ（後述）の雇い主というべき存在であることが第3部で明らかにされており、フォッシロイド（後述）やコッペリオン、あげくは東京そのものを放射性廃棄物の処理場として国益のための商品として各国に売り込んだ。これは核攻撃を伴う第三次世界大戦勃発による軍需で日本を再興することを目論んでいるがためであった。日本政府を影から支配しており、第4部では自らが築いた支配体制を維持するために憲法に反して三島らによって拉致された夏目に代わって臨時首相を務めた。
三教授（さんきょうじゅ）
普段から防護服を着用し、顔などは一切分らないが、成瀬達がいた学校の関係者。コッペリオン製造にも携わっていて、非道な実験なども平気で行うくらいのサディスト連中。特に驚異的な身体能力を持つ詩音には毎日のようにきつい実験を続けていた事がある。
葵捕獲のため、日本政府に見切りをつけ、イエローケーキに寝返り、忘れ物係を結成。彼らに生存者を人質に取り、葵と交換条件に利用しろと命令する。しかも、命令に逆らえないように頭に小型爆弾を埋め込んでいる。しかし、Dr.コッペリウスが忘れもの係に誘拐され、彼の手で爆弾機能が作動しないようにされたため、忘れもの係に裏切られ、三人共殺されてしまった。
小松大将（こまつたいしょう）
夏目政権下の陸上幕僚長。鴎外の腰巾着であり、三島ら東京救助隊の出発を妨害するなど冷淡な人柄が描かれている。

### 第1部ゲスト
谷崎 平次（たにざき へいじ）
声 - 松本大
第1話で最初に登場した高齢の生存者。事故前は府中刑務所に収監されていた死刑囚であった。
廃墟と化した府中市で、防護服姿のままで重度の放射線障害で行き倒れているところを、荊に救われる。救助後は名古屋の生存者病院に搬送され、都内で活動する司馬の存在を伝えた。三島を「ヒゲの隊長」と呼ぶ。
川端 満男（かわばた みつお）
声 - 松本大
府中の生存者。妻雪子、娘未来とともに府中中央病院の地下にシェルターを築いて生き延びていた。
府中刑務所の囚人で、メルトダウンに乗じて集団脱走したが行くあてもなく、司馬博士の手を借りて東京に留まっていた。行方が分からなくなった未来を探しにストロンチウム90に汚染された人骨が堆積する、高濃度汚染地帯であった東京競馬場に行くが、急性放射線障害により倒れ、未来の無事を知った後に絶命した。
川端 雪子（かわばた ゆきこ）
声 - 石川綾乃
川端の妻。実は後妻であるうえ、子供殺しの罪で府中刑務所に収監されていた。しかし、再婚したことで心を入れ替えて未来には本当の母親のように振舞おうとしていたが、成瀬達の救出を聞き、犯罪者である自分たち夫婦が逮捕されて未来と引き離されることを恐れて救助を拒否した。隠れていた廃ホテルで成瀬に引導を渡した後、ホテルの倒壊に巻き込まれた。
川端 未来（かわばた みく）
声 - 荒川美穂
川端の娘で事故後に東京で出生した。亡き実母の墓参りに、集団墓地と化した高濃度汚染地帯の東京競馬場へと飛び出していってしまう。救出後は名古屋の病院に収容されるが、両親を失ったことから軽度のPTSDを患う。
司馬 伝次郎（しば でんじろう）
声 - 屋良有作
メルトダウンを引き起こしたお台場原発の設計責任者。メルトダウン後、行方不明とされていたが、死都となった東京で生存者への防護服や食料の配給を行い、ライフラインを整えていた。自責の念から思い入れの場所であった大國魂神社で防護マスクを外すという自殺行為に出るが、成瀬らの尽力により一命を取り留め、救助後は防衛省で放射線技術の研究に協力するようになった。事故前は東京大学で教鞭を執っており、新都電力にスカウトされた経歴を持つ。2005年頃には既に放射線を完全に遮断するバリアスーツの理論を完成させており、事故後は生存者に配布してコミュニティを維持していた。
シェルター渋谷109の設計者でもあり、お台場原発事故の際に多くの被災者を同シェルターに収容していた。それゆえ109内では半ば神格化されており、第3部で無線を通じて救助されるよう呼びかけられた多くの住民がそれに応え、Dr.コッペリウスの博士への悪口に対しては憤りを見せていた。
あやめ婆さん
声 - 京田尚子
東京の老人施設に取り残され、家族からも見捨てられた老婆。イエローケーキの傭兵に拉致されかけたところを救出された。
ベテランの助産婦で、第2部では出産に無知なタエ子を救出先の名古屋からサポートする。第3部では看護師姿で働く姿を見せている。
蒲田（かまた）
声 - 野川雅史
司馬の助手で、自称「チンピラ」。司馬と共に生存者への配給を行っていた。
ステルス乗員
声 - 山本格、横田紘一
ステルス機、B2の乗組員。民間企業「イエローケーキ」に雇われた傭兵。東京に高レベル放射性廃棄物を不法投棄していた。
荊の放った誘導弾により多摩川競艇場に不時着した際に汚染水を浴び、急性放射線障害で即死した。

### 第2部ゲスト
第一師団
原子力発電所のメルトダウンの際に都民救助にあたった陸上自衛隊の部隊。井の頭公園内に建設したシェルターを本拠地にしている。書類上では全滅したことになっているが、政府に見捨てられたまま東京で生存していた。その復讐のため、国木田師団長以下、全員が防護服で身を護って素顔を隠し、小津姉妹と共謀してお台場原発を破壊して地球を死の星にしようと目論む。目的の相違から成瀬らとは何度も対峙するが、武装電鉄作戦の際に三鷹駅で「死の風」に包囲され、戦意喪失したところを成瀬に乗車を許され、投降した。この時、電鉄に乗った隊員は全員が救出されたが、お台場原発破壊に向かっていた別働隊は六本木ヒルズにてフォッシロイドの襲撃を受け、全滅した。
軍装は三島教頭たち第三師団とは異なって、旧日本陸軍風であり、生存者からは自衛隊の亡霊と呼ばれている。なお、実際の陸上自衛隊第1師団は東京都練馬区に所在する部隊である。
国木田（くにきだ）
声 - 秋元羊介
陸上自衛隊第一師団の師団長で階級は陸将。白いマントにガスマスクという出で立ちから荊たちに白外套と呼ばれている。20年前の地震災害発生後に都民の救助活動の指揮を当時、防衛大臣であった夏目から任されたが、原発事故の情報が一切伝えられなかったために多数の部下を失い、自身も被曝した。日本政府に見捨てられた復讐から、台場原発を再臨界させ破壊することで世界を放射能で汚染しようと企んでいた。成瀬らの前に幾度となく立ちはだかるが、放射能の影響で崩壊した素顔を見られた際に「普通の人間の目をしている」と荊に言われたことで最終的に考えを改めた。武蔵野電鉄作戦では妨害していたはずの生存者脱出を支援するべく、線路内の倒れた信号機を自ら支え、荊への感謝を述べた後に「死の風」によって急性放射線障害で絶命した。
74式戦車に乗って部下を指揮する姿が多く描かれる。「死を恐れていない」と豪語し、部下とは異なって酸素ボンベを装着していないため、重度の放射線障害を負っている。また、汚染下の東京に置き去りにしたことへの呵責を象徴する人物として夏目の幻覚に何度も現れ、彼を苦しめている。
黒べえ親方
声 - 中村浩太郎
元鳶職で調布市から三鷹市で活動する生存者コミュニティ「三鷹組」の親方。口が悪い。三鷹市にある宇宙航空研究開発機構（JAXA）の環境シミュレーション施設を改造した大規模なシェルター「プラネット」に住んでいる。東京中から違法に収集した銃火器の扱いに長けており、コッペリオン達の窮地を何度も救っている。
「保健係」を「JK」、タエ子を「メガネっ娘」、遥人を「爆弾魔」とあだ名で呼んでおり、コッペリオン達には基本的に友好だが、遥人や政府には懐疑的で救助されることを拒んでいた。しかし、「死の風」が襲いかかってきた際にはエーテル（後述）を強引に彼へ投与したがために致命的な被曝を負った源内の言葉から救助を受け入れることを決意する。第3部でも五次郎達と共に顔見せで登場している。
石川 源内（いしかわ げんない）
声 - 中博史
修理屋。黒べえ達の住むプラネットの太陽光発電や水力発電などを作り上げた人物。常にマスクを被っている。短時間でノーセンスを戦闘用に改造したりするなど、腕は確か。武蔵野電鉄作戦において車輌の改造に成功するが、第一師団が高レベル放射性廃棄物を風に乗せて起こした「死の風」から黒べえを庇い、被曝した。
梶井 息吹（かじい いぶき）
声 - 能登麻美子
プラネットに住む生存者。10か月目に入っている妊婦。夫は第一師団の兵士。
タエ子らの尽力により、武蔵野電鉄作戦にて車内で無事双子を出産した。
梶井 五次郎（かじい ごじろう）
声 - 田中正彦
息吹の父親。神経質な性格。新都電力の社員で例のお台場原発の責任者だったが、利権に群がる政治家達によって経費が横領され、安全対策がおざなりになっていた片棒を担いでいた事実と、その結果のメルトダウン発生に対する良心の呵責から、東京に居残り続けていた。単行本第7巻で武蔵野電鉄作戦に必要な電力供給を整備し、コッペリオンに対しても警戒心を見せていたが、心変わりしつつある。
息吹の夫
本名不明の第一師団の兵士。息吹とは井の頭公園で出会った。当初より第一師団の行動に消極的であり、葵が拘束された際に脱出を手引きしたほか、最終的には味方を裏切って成瀬の側についた。息吹の身を案じており、武蔵野電鉄作戦を実行する一行に積極的に協力した。
ノーセンス
声 - 野川雅史
プラネット内に配備されている室内用ロボット。AI搭載で高性能。脱出作戦時には置いていかれるところだったが、仲良くなった葵が猛反発したこともあり、戦闘用に改良されて作戦に同行することとなる。小津詩音の攻撃を受け、顔面が破損したが最後まで葵らを援護した。
小津 句音（おづ くおん）
かつては有名な女優であったが、裏の顔は連続殺人犯。歌音と詩音のオリジンで、黒髪の美人。

### 第3部・第4部ゲスト
晶子（あきこ）
渋谷シェルターの生存者で、そのシェルターのゴッドマザー。かつて新宿二丁目で働いていたニューハーフであり、肥満体型である。毒舌気味であるが、危機的状況で先に龍之介を避難させたりと、根は優しい人物。
アシモフ
渋谷シェルターの生存者。ガスマスクを装着し、ライフルを装備している。一般人であるがかなりの身体能力と戦闘スキルの持ち主であり、シェルターでは医者の他に保安官や用心棒の役割を担っていた。記憶喪失で国籍不明の無免許医というふれこみだったが、実はイエローケーキの傭兵であり、自分の患者の医療データと引き換えに報酬を得ていた。
タエ子に正体を知られてからは自ら進んで成瀬達に自分の素性を明かし、シェルター住民の脱出作戦に積極的に協力している。
龍之介（りゅうのすけ）
渋谷シェルターの生存者。小学生くらいの少年で、有栖の弟。姉の病気を治すための亜ヒ酸を探しに、晶子やアシモフと新都銀行のシェルターに向かっていた。ウェルズという猫を連れている。
有栖（ありす）
龍之介の姉。白血病を患っており、生きる気力を失っている少女。母親も白血病を患って亡くなっており、ある意味滅びゆく渋谷シェルターを象徴する少女。荊の説得もあり、段々と希望を取り戻しつつある。
多喜二（たきじ）
晶子の知り合いの牧師。渋谷シェルターと決裂した新宿グループの生存者。
新都銀行の金庫内で唯一生き残っていたが、ショック状態で混乱しており、自分だけ脱出しようとするもキメラに喰われて消化されてしまう。
オーストラリア首相
京都会議地球環境サミットに参加していたオーストラリアの代表。オーストラリアでのウランの産出量が世界一であることを鼻にかけ、原子力発電に回帰することを目論んでいる。アイゼンハワー米大統領の「Atoms for Peace」という言葉を引用して原子力回帰宣言を採択させた。アメリカのカザフ侵攻を資源戦争と捉え、「ここで引き下がれば(資源の無い国は)未来永劫苦しむことになる」と述べて各国を煽動した。
フランス首相
アルセーヌ・ルパン風の格好をしたフランス代表。ルーブル美術館の美術品と引き換えにオーストラリアとウランの貿易協定を結ぼうと言い寄っていた。アメリカの強引なカザフスタン軍事介入決定に反発し、ドイツ、イギリス、カナダ、イタリア各首脳と共に「おれたちみーんな核開発能力がある」と日米を牽制する場面もあった。
第4部では、日本政府のコッペリオンについて人権侵害を主張し、これを口実に都内へフォッシロイドを派遣してコッペリオン確保に動いた。
アメリカ大統領
大柄な体格のアメリカ代表。2000年代に起きたアメリカに端を発する世界同時不況をきっかけに超大国の座を失ったため、京都会議でも存在感は薄く、各国に邪険に扱われていた。原子力回帰宣言が採択された後、超大国の座を奪回すべくウランを確保するため産出量世界2位のカザフスタンへ「武装勢力の掃討」という名目で日本と共に軍事侵攻することを決定し、各国から非難を受けた。フランスを経由したアメリカへのサイバー攻撃が確認された途端に、フランスに対し核攻撃準備を行う暴挙に出る。
なお、セリフは「アイ・アム・ジャスティス(I am justice)」、「アイ・ラブ・ウォー(I love war)」のみであり、お付きの米兵が意図を解説していた。

## 用語解説
コッペリオン (COPPELION)
遺伝子操作により誕生した人間。名前は古典バレエに登場する「動く人形」コッペリア（COPPELIA）とイオン (ION) を組み合わせた造語。
放射能を無効化する特殊な遺伝子を持ち、常人なら即死するレベルの放射能の中にあっても何ら影響を受けず活動できる。遺伝子操作の副産物として、各個人が人間離れした特殊能力を持っている。
全員が実在人物のクローンであり、性格や行動などはクローン元の人間に似ている可能性があると示唆されている。生殖機能の不全さゆえに子孫を残すことは不可能であるが、形式上の生殖行為を行えるのかについては言及も描写もされておらず、不明である。また、政府および誕生に関わった研究者からは使い捨ての人形として見られており、いつ寿命が尽きて突然死するかも不明である。外見的特徴は、放射能を無効化するイオン交換体による影響からか、肌の色が青白いことが挙げられている（しかし、カラーページおよびアニメ版では通常の肌色となっている）。
第三師団特別工科学校
大阪にある陸上自衛隊第三師団内の教育部隊。高等工科学校に近い機関で、高等学校程度のコッペリオンに対して特殊訓練を行っている。コッペリオンは基本的に全個体が陸上自衛隊第三師団隷下の特殊部隊に所属しており、そこでは1年から3年までが通常の授業や核に対する知識、救助訓練や格闘術や軍事兵器の扱い方などを学んでいる。学年ごとに血液型が分かれており、同学年の者の血でなければ輸血できない。隊内には保健係、掃除係、探険係といった学級内の役割を模した少人数の分隊が存在する。
保健係
救助活動を主任務とする特殊部隊。構成員をコッペリオンの女子高生3人とする。無線周波数はチャンネル2。
掃除係
暗殺を主任務とする特殊部隊。構成員は保健係と同じくコッペリオンの3人。保健係とは異なり、多数の銃火器や戦闘用ビークルを所有している。無線周波数はチャンネル3。
先んじて旧首都に送り込まれた探検係に、中性子を放出する不具合が発覚したことで、彼女らの捜索・処分を任務として派遣された。迷砂と真奈を除き既に死んでいた探検係メンバーを弔った後、政府により身動きを封じられた三島らの独断により、保健係のアシスト任務を受ける。
探検係
保健係や掃除係以前に東京へ派遣されたコッペリオンの部隊で、円谷真奈と市川迷砂が所属していた。他のチームとは異なり、女子3名男子2名という構成で、女子1人が突然死、男子生徒2人が彼女の後を追って自殺、迷砂は救助しようとした被災者を自身から発生する中性子で死亡させてしまうという悲劇の末、解散状態になっていた。
掃除係の上京後の初仕事は探検係の死者3人の埋葬であり、遺体は青山墓地に葬られた。
調査係
保健係を解散させた後、Dr.コッペリウス捕縛のために鴎外長官が組織した部隊。メンバーは保健係だったコッペリオンの3名。
忘れもの係
イエローケーキの意向で送り込まれたコッペリオン部隊。構成員は5人。三教授から直接命令を受けて行動している。
エーテル
コッペリオンから採取した細胞から生成される万能薬。放射能被爆の予防剤となるが、放射能を無害化するイオン交換体は通常の人間の体内には定着せず燃焼されてしまうため、効果は10分程度で消滅する。荊はルガーP08にエーテル弾を装填して、患者に射出という運用を行っている。後にDr.コッペリウスに強奪されたものが「エーテル+（プラス）」へと改良され、60倍の10時間効果が持続するようになっている。
フォッシロイド
イエローケーキなどが所有する戦闘用ロボット。恐竜を模した姿をしており、外殻の強固な装甲で内部の動力源を防護している。内部には放射性廃棄物が格納されており、イエローケーキではその警護用として運用していた。戦闘力が高く、六本木ヒルズで廃棄物を回収しに向かった第一師団を全滅させる戦果を挙げている。フォッシロイドとは化石を意味する「fossil」とロボットを意味する接尾語「-oid」を合わせた造語であり、歌音によって「化石機竜」と呼ばれた。第4部では各国がコッペリオン確保のために東京へ派遣しており、機動性の高いアンモナイト型や擬態能力を持つカメレオン型など多種多様な形態が確認でき、各国で開発がなされている模様。
イエローケーキ
放射性廃棄物を処理する、日本にあるバックエンド会社。日本国外から放射性廃棄物を買い取り、ステルス機を使用して多摩川競艇場や東京各所へ不法投棄している。廃棄物の警護用として恐竜型戦闘ロボット「フォッシロイド」を配備し、別のフォッシロイドで葵の捕獲やDr.コッペリウスの殺害を企てるなど、民間企業とは思えぬ装備と怪しさを有している。
三ツ星重工
東京台場原発を施工した建設企業。3つの星マークが社標。事故発生後に原発を取り囲む鉄と鉛の壁を建設した。2035年に防衛省と共同して官給防護服も開発しており、その放射線遮断率は99%を誇る。
新都電力台場原子力発電所
お台場にある原子力発電所。通称「東京原発」。都内の電力が地方の発電所から送電されていることから議論が生じ、賛成派と反対派の激しい混乱の末、東京湾内に建設が決定した。2016年10月2日に発生した大地震の影響でECCSが故障し、メルトダウンを起こした。このメルトダウンで東京は高濃度の放射性物質で汚染され、東京都民の90%が死亡したほか、偏西風によって東日本のほぼ全域が放射能汚染された。事故前、新都電力はマグニチュード8の地震でも耐えられると説明していたものの、実際には原発の安全対策費用が大幅にカットされていた。事故の影響により首都は京都市に遷都され、東京都内全域が立ち入り禁止区域に指定された。
死の風
第2部にて第一師団に与した小津姉妹が保健係への妨害工作として高レベル放射性廃棄物を三鷹市内各所に散布したものが、秋の偏西風で流れたもの。その線量は1シーベルトを超え、死の風に曝された場合、通常の人間は防護服の有無に関わらず急性放射線障害を引き起こす。散布を指示した第一師団は当初、風で放射能が流れることを想定しておらず、多数の犠牲者を出した。「死の風」とは遥人が命名したもの。
武蔵野電鉄作戦
第2部にて三鷹組が死の風から逃れるべく、荊が発案した列車による生存者脱出作戦。死の風の高放射線地帯を突破するためには短距離で急加速する必要があったが、車両が置かれた東小金井駅から新宿駅までの区間が一直線であることからJR中央線が採用された。車両は黒べえ親方らが鉛と鉄で覆い、完全な遮蔽を実現した。この作戦により梶井息吹が無事出産を終え、三鷹組及び第一師団の残党が脱出に成功したが、源内と国木田が死亡し、黒澤遥人が一時行方不明となった。
京都会議
首都・京都市内の京都国会議事堂で2036年10月6日から開催された国際会議。正式名称は「第一回京都会議地球環境サミット」、別名「G9」。日本を議長国として、アメリカ、イギリス、フランス、ドイツ、カナダ、オーストラリア、ロシアの9か国の首脳が出席した。議題は温室効果ガス削減と次世代エネルギー協定であり、日本はクリーンエネルギーの推進を訴え、原子力推進の風潮に終止符を打とうとしたが、資源大国オーストラリアの一言で原子力回帰が採択された。また、会議の後半はアメリカが突如カザフスタンへの軍事介入を宣言し、会議は紛糾した。

## 書籍情報
- 井上智徳 『COPPELION』 講談社〈ヤンマガKCスペシャル〉、全26巻
  1. 2008年10月6日発売 ISBN 978-4-06-375572-5
  2. 2009年1月6日発売 ISBN 978-4-06-361749-8
  3. 2009年4月6日発売 ISBN 978-4-06-361775-7
  4. 2009年7月6日発売 ISBN 978-4-06-361807-5
  5. 2009年10月6日発売 ISBN 978-4-06-361830-3
  6. 2010年1月6日発売 ISBN 978-4-06-361857-0
  7. 2010年5月6日発売 ISBN 978-4-06-361890-7
  8. 2010年9月6日発売 ISBN 978-4-06-361930-0
  9. 2011年1月6日発売 ISBN 978-4-06-361992-8
  10. 2011年5月6日発売 ISBN 978-4-06-382027-0
  11. 2011年8月5日発売 ISBN 978-4-06-382062-1
  12. 2011年11月4日発売 ISBN 978-4-06-382095-9
  13. 2012年2月6日発売 ISBN 978-4-06-382131-4
  14. 2012年5月7日発売 ISBN 978-4-06-382170-3
  15. 2012年8月6日発売 ISBN 978-4-06-382203-8
  16. 2012年11月6日発売 ISBN 978-4-06-382234-2
  17. 2013年3月6日発売 ISBN 978-4-06-382259-5
  18. 2013年7月5日発売 ISBN 978-4-06-382316-5
  19. 2013年9月6日発売 ISBN 978-4-06-382353-0
  20. 2013年12月6日発売 ISBN 978-4-06-382385-1
  21. 2014年6月6日発売 ISBN 978-4-06-382475-9
  22. 2014年12月5日発売 ISBN 978-4-06-382537-4
  23. 2015年5月1日発売 ISBN 978-4-06-382604-3
  24. 2015年11月6日発売 ISBN 978-4-06-382699-9
  25. 2016年4月6日発売 ISBN 978-4-06-382760-6
  26. 2016年4月6日発売 ISBN 978-4-06-382761-3

## テレビアニメ
| 原作                         | 井上智徳（講談社 「月刊ヤングマガジン」連載） |
| 監督 キャラクターデザイン    | 鈴木信吾                                      |
| シリーズ構成                 | 中村誠                                        |
| 脚本                         | 中村誠、小山知子                              |
| シリーズディレクター         | 金澤洪充                                      |
| 総作画監督                   | 古田誠                                        |
| メインアニメーター           | 内田孝行、大久保宏 中井準、松本卓也           |
| メカニカルデザイナー         | 大久保宏                                      |
| 美術監督                     | 野村正信、松浦隆弘                            |
| 色彩設定                     | 小松さくら、斉藤友子                          |
| 撮影監督                     | 江間常高、福士亨                              |
| CGIディレクター              | 長嶺義則                                      |
| 編集                         | 田所さおり                                    |
| 音響監督                     | 高橋秀雄                                      |
| 音楽                         | 遠藤幹雄                                      |
| プロデューサー               | 林玄規、有本充利                              |
| アニメーションプロデューサー | 岸本鈴吾                                      |
| アニメーション制作           | GoHands                                       |
| 製作                         | コッペリオン製作委員会                        |

2013年10月から12月にかけてAT-X、BS11にて放送された。全13話。
2010年9月頃にアニメ化の決定が発表されたが、2011年3月の東北地方太平洋沖地震（東日本大震災）や福島第一原子力発電所事故の発生以降、読者のみならず井上智徳からも原作連載継続に不安の声が上がり、アニメ化に関する情報は公表されなくなっていた。その後、2013年7月に同年10月より放送されることが発表された。
監督・キャラクターデザインを鈴木信吾、シリーズディレクターを金澤洪充、そしてアニメーション制作をGoHandsがそれぞれ担当するなど、2012年のテレビアニメ『K』のメインスタッフが参加している。しかし、上記の経緯にもあるように制作順は本作の方が先であり、後述のBD / DVDのジャケット画も放送開始前の時点で最終巻まで発表済みとなっている。
2013年7月4日にはフランスのジャパン エキスポとアメリカのアニメ・エキスポで、第1話の先行上映会がそれぞれ開催された。また、同年9月10日に発売された『月刊ヤングマガジン』2013年10月号には、第1話Aパートを収録したDVDが付録として添付された。
アニメ化に際しては作中の時代設定が「西暦2036年」から「西暦20XX年」へ、舞台設定が「東京都」から「旧首都」へそれぞれ変更されたほか、「放射能汚染」が「汚染」へ、「原子力発電所で発生したメルトダウン」が「事故」へそれぞれ簡略かつ曖昧にされるなど、上記の現実情勢を考慮したアレンジが加えられている。それらに加え、全13話にまとめるために物語も短縮されており、第一師団の目的など一部の設定は不明のまま終了した。
政治や企業に対する風刺描写・女性陣のお色気描写も控えられている。

### 主題歌
オープニングテーマ「ANGEL」
作詞 - atsuko / 作曲 - atsuko、KATSU / 編曲 - KATSU / 歌 - angela
第1話では未使用。
エンディングテーマ
「遠くまで」（第1話 - 第12話）
作詞 - atsuko / 作曲 - atsuko、KATSU / 編曲 - KATSU / 歌 - angela
「バイバイオーライ」（第13話）
作詞 - atsuko / 作曲 - atsuko、KATSU / 編曲 - KATSU / 歌 - angela

### 各話リスト
| 話数   | サブタイトル         | 絵コンテ                   | 演出              | 作画監督                          |
| ------ | -------------------- | -------------------------- | ----------------- | --------------------------------- |
| 第1話  | 人形（コッペリオン） | 金澤洪充 鈴木信吾          | 金澤洪充          | 鈴木信吾、古田誠 舛田裕美、石森愛 |
| 第2話  | 未来                 | 金澤洪充 鈴木信吾          | 金澤洪充          | 古田誠、内田孝行 鈴木洋子         |
| 第3話  | 希望                 | 金澤洪充 菊田幸一 鈴木信吾 | 杉生祐一          | 松本卓也                          |
| 第4話  | 夕陽                 | 金澤洪充 鈴木信吾          | 杉生祐一          | 松本卓也                          |
| 第5話  | 生命                 | 金澤洪充 鈴木信吾          | 杉生祐一          | 舛田裕美、石森愛                  |
| 第6話  | 惑星                 | 金澤洪充 鈴木信吾          | 杉生祐一          | 関口雅浩                          |
| 第7話  | 遥人                 | 金澤洪充 古田誠            | 杉生祐一          | 寺野勇樹                          |
| 第8話  | 姉妹                 | 菊田幸一 金澤洪充          | 杉生祐一          | 松本卓也                          |
| 第9話  | 陽動                 | 金澤洪充 菊田幸一          | 金澤洪充 杉生祐一 | 舛田裕美、石森愛                  |
| 第10話 | 人間                 | 金澤洪充 菊田幸一          | 工藤進            | 内田孝行、鈴木祥子                |
| 第11話 | 覚醒                 | 金澤洪充                   | 金子篤二          | 古田誠、内田孝行 岡田直樹         |
| 第12話 | 約束                 | 金澤洪充                   | 横峯克昌          | 松本卓也、坂上谷悠介 植木理奈     |
| 第13話 | 天使                 | 金澤洪充                   | 金子篤二          | 古田誠、内田孝行 森美幸、立花昌之 |

### 放送局
| 放送地域 | 放送局             | 放送期間                      | 放送日時                | 放送系列   | 備考             |
| -------- | ------------------ | ----------------------------- | ----------------------- | ---------- | ---------------- |
| 日本全域 | AT-X               | 2013年10月2日 - 12月25日      | 水曜 21:00 - 21:30      | CS放送     | リピート放送あり |
| 日本全域 | ビデオマーケット   | 2013年10月2日 - 12月25日      | 水曜 21:30 更新         | ネット配信 |                  |
| 日本全域 | バンダイチャンネル | 2013年10月2日 - 12月25日      | 水曜 22:00 更新         | ネット配信 |                  |
| 日本全域 | 楽天ShowTime       | 2013年10月4日 - 12月27日      | 金曜 15:00 更新         | ネット配信 |                  |
| 日本全域 | BS11               | 2013年10月4日 - 12月27日      | 金曜 23:30 - 土曜 0:00  | BS放送     | 『ANIME+』枠     |
| 日本全域 | YAMADA Dooga!      | 2013年10月10日 - 2014年1月2日 | 木曜 12:00 更新         | ネット配信 |                  |
| 日本全域 | ニコニコ生放送     | 2014年1月25日 - 1月26日       | 土曜 17:00 - 日曜 17:00 | ネット配信 | 全話一挙放送     |

### BD / DVD
| 巻 | 発売日         | 収録話          | 規格品番 | 規格品番  |
| 巻 | 発売日         | 収録話          | BD       | DVD       |
| -- | -------------- | --------------- | -------- | --------- |
| 1  | 2013年11月27日 | 第1話 - 第2話   | KIXA-376 | KIBA-2079 |
| 2  | 2013年12月25日 | 第3話 - 第4話   | KIXA-377 | KIBA-2080 |
| 3  | 2014年1月22日  | 第5話 - 第6話   | KIXA-378 | KIBA-2081 |
| 4  | 2014年2月26日  | 第7話 - 第8話   | KIXA-379 | KIBA-2082 |
| 5  | 2014年3月26日  | 第9話 - 第10話  | KIXA-380 | KIBA-2083 |
| 6  | 2014年4月23日  | 第11話 - 第13話 | KIXA-381 | KIBA-2084 |